# Rapale (distrito)
Rapale é um distrito da província de Nampula, em Moçambique, com sede na vila de Rapale. Tem limite, a norte com os distrito de Muecate e Mecubúri, a oeste com o distrito de Ribaué, a sudoeste com o distrito de Murrupula, a sul com o distrito de Mogovolas e a leste com o distrito de Nampula. 
Até Dezembro de 2013 o distrito tinha  o nome de Nampula Rapale. Na mesma data, o posto administrativo de Anchilo foi transferido para o distrito de Nampula, levando a uma diminuição da sua área de 3 650 para 2 394 km².

## Demografia
De acordo com os resultados finais do Censo de 2017, o distrito tem 213 011 habitantes numa área de 2 394 km², o que resulta numa densidade populacional de 89 habitantes por km².
| 1997    | 2007    | 2017    |
| 127 681 | 208 466 | 213 011 |

## Divisão administrativa
O distrito está dividido em três postos administrativos, Mutivaze, Namaita e Rapale, compostos pelas seguintes localidades:
- Posto Administrativo de Mutivaze:
  - Muterrua
  - Mutivaze-Sede
  - Nacuca
- Posto Administrativo de Namaita:
  - Mutolo
  - Namaita-Sede
  - Nicolomua
  - Pheione
- Posto Administrativo de Rapale:
  - Nacuia
  - Naphome
  - Rapale-Sede
  - Tchaiane